# بيرتولد كولر
بيرتولد كولر (بالألمانية: Berthold Kohler)‏ هو صحفي ألماني، ولد في 29 ديسمبر 1961 في ماركتردفيتس في ألمانيا.